# یوسف صمداوغلو
یوسف صمداوغلو (ترکی آذربایجانی: Yusif Səmədoğlu; ۲۵ دسامبر ۱۹۳۵ – ۱۷ اوت ۱۹۹۸) نویسنده آذربایجانی، نویسنده مردمی جمهوری آذربایجان و عضو شورای عالی جمهوری آذربایجان بود. او فیلمنامه‌نویس فیلم هفت پسر من بود.